# محطة كاتاوبا للطاقة النووية
محطة كاتاوبا للطاقة النووية هي محطة طاقة نووية تقع على شبه جزيرة تبلغ مساحتها 391 فدان (158 هكتار)، تسمى «شبه جزيرة كونكورد»، والتي تمتد إلى بحيرة ويلي، في يورك، بولاية ساوث كارولينا بالولايات المتحدة الأمريكية.

## المحطة
تحتوي المحطة على مفاعلان يعملان بواسطة الماء المضغوط.

## نبذة
كجزء من برنامج ميجاطن إلى ميجاوات، كانت المحطة واحدة من المحطات التي استقبلت واختبرت 4 مجموعات وقود تحتوي على وقود أكسيد مختلط مع البلوتونيوم الذي تم توفيره من برامج الأسلحة القديمة. بسبب المخاوف من الانتشار النووي فقد تم استخدام احتياطات خاصة وأمان إضافي حول الوقود الجديد. لم تعمل مجموعة الاختبار الأربعة كما كان متوقع وفي الوقت الحالي تم وضع هذه الخطط بالأرشيف.